# Двуцветные усачи
Двуцветные усачи (лат. Rhamnusium) — род жуков из подсемейства усачиков семейства жуков-усачей.
Для представителей данного рода характерны следующие черты:
- голова позади висков сильно сужена, до ширины шеи
- виски развиты очень сильно, сзади них голова резко перегнута;
- глаза выступают;
- третий и четвёртый короткие, членики усиков почти ровной длины, третий членик гораздо короче пятого.

## Описание

### Имаго
Взрослые насекомые (имаго) имеют вытянутое тело. Голова широкая, позади усиков имеет вдавления. Шея очень короткая. Глаза поперечные, спереди срезанные. Виски сильно развитые. Усики короткие.
Переднеспинка почти гладкая, с двумя большими бугорками. Переднегрудный отросток длинный, заходящий за передние тазики. Надкрылья параллельные, гладкие, не имеют рёбрышек.

### Личинки
Личинки имеют сильно развитые кожистые щетинконосные урогомфы на конце брюшка.

## Таксономия
Классификация рода Rhamnusium Latreille, 1829 в трибах подсемейства несёт в себе некоторые сложности. Изначально род был помещён в трибу Rhagiini Kirby, 1837. Вайвс (англ. Vives) выделил Rhamnusium и Rhagium Fabricius, 1775 от других представителей трибы Rhagiini и поместил остальные роды в трибу Toxotini Mulsant, 1839. Хотя Альтов и Данилевский род Rhamnusium изначально помещали в отдельную трибу Rhamnusiini. Альтофф и Данилевский являются авторами некоторых триб (Rhamnusiini, Oxymirini, Enoploderini), триба Rhamnusiini в нестоящее время не считается действительным. При этом же мнении Витали (англ. Vitali), он упоминает трибы Enoploderini и Rhamnusiiini только в электронных источниках. В итоге Сама и Судре (англ. Sama in Sama & Sudre) описали трибу Rhamnusiini Sama, 2009 с типичным родом Rhamnusium Latreille, 1829.